# ハチミツ (aikoの曲)
ハチミツは、aikoのインディーズシングル。

## 解説
- 過去にインディーズ取扱店の店頭やオフィシャルファンクラブにて販売されていたが、現在は廃盤。
- ジャケットの形態はマキシシングルであるが、CD自体は8cmとなっている。

## 曲目
1. ハチミツ
（作詞・作曲：AIKO　編曲：島田昌典）
  - インディーズアルバム『GIRLIE』の3rdトラックにアルバム･バージョンで収録されている。
  - メジャー17thシングル『三国駅』にもカップリング曲としてリアレンジされて収録されている。
2. ひまわりになったら
（作詞・作曲：AIKO　編曲：島田昌典）
  - メジャー23rdシングル『二人』にもカップリング曲としてリアレンジされて収録されている。
3. ハチミツ（instrumental）